# Kapronca (patak)
A Kapronca (horvátul: Koprivnica, Koprovnička rijeka, Hlebinétől Bistra néven is ismert, bár nem éppen gyors folyású) egy patak Horvátország északi részén, a Drávamentén. A Dráva jobb oldali mellékvize.

## Leírása
A Kapronca Apatovec és Rijeka Koprivnička települések között a Kemléki-hegységben több forrásából fakad és mintegy 50 km-re, nyugatról kelet felé haladva Molve Grede és Novo Virje települések közelében áramlik a Dráva folyóba. A Kapronca a forrásától a torkolatáig Rijeka Koprivnička, Donjara, Lepavina, Sokolovac, Velika Mučna, Reka, Koprivnica, Koprivnički Bregi, Hlebine, Molve és Molve Grede településeken át, vagy azok közelében folyik. A forrástól Donjara településig a pataknak természetes folyása van, kavicsos és keményebb az aljzata, így a víz is tisztább, innét azonban a várható áradások csökkentése miatt a folyó természetes medrét szabályozták és kiegyenesítették, így helyenként sáros és iszapos. Ezért a meder kissé jobban benőtt vízi növényekkel, hínárral, náddal és sással. A folyó mentén ásott csatornák és mesterséges vízesések találhatók egykori malmok és gátak maradványaival. Néhány malom ma is működik. Egészen a közelmúltig Kapronca környékén több vízesésnél a 2-3 méteres vízmélység biztosította a halak biztonságosabb telelését. Mára ezeket megszüntették és a medret kövekkel borították. Reka településen egyes térképeken tévedésből a Kapronca egyik legnagyobb mellékfolyója, a Mučnjak-patak Kapronca-folyóként jelenik meg.
A Kaproncának több mellékvize van, amelyek közül néhány soha nem szárad ki. Lepavinánál a Ribnjak és a Dubrava, Velika Mučna településen a Kraljevac, Novigrad Podravskinál a Mučnjak, Hlebinánál a Moždanski jarak ömlik a folyóba. Néhány kisebb mellékfolyóban nyáron az alsó szakaszon már nincsen víz. Ezek a kis patakok leginkább a Bilo-hegység és a Kemléki-hegység lejtőiről származnak. 

## Élővilág
A Kaproncában számos halfaj él, melyek közül néhány származhat a patak mentén vagy a Dráva folyótól felfelé található mesterséges és természetes tavakból. A folyó felső szakaszán nemrég még pisztrángok is voltak. Felső és középső szakaszán a patakban kisebb halak élnek, a nyúldomolykó mellett ezüstkárász, kurta baing, fenékjáró küllő, szivárványos ökle, kínai razbóra, valamint ritkán mandzsucsík és vágócsík is található, amelyeket főleg más vizek nagyobb ragadozóinak csalijaként használnak. Az alsó szakaszon, a drávai torkolattól felfelé más halfajok is találhatók, miután Moždanski jarak már nem olyan szennyező: európai harcsa, ponty, compó, fejes domolykó és mások. A bővizűbb mellékfolyókban és a Kapronca felső szakaszán sok rák él.
Sajnos az emberi tevékenység okozta éghajlati változások és egyéb okok miatt az elmúlt években a patak (Bistra-csatorna) egyre szennyezettebb és Kapronca városától lefelé nyáron gyakran több helyen részben vagy teljesen kiszárad.

## Fordítás
Ez a szócikk részben vagy egészben  a   Koprivnička rijeka című horvát Wikipédia-szócikk ezen változatának fordításán alapul.  Az eredeti cikk szerkesztőit annak laptörténete sorolja fel. Ez a jelzés csupán a megfogalmazás eredetét és a szerzői jogokat jelzi, nem szolgál a cikkben szereplő információk forrásmegjelöléseként.